# Piazza delle Arti
La piazza delle Arti (in russo Площадь Искусств?, conosciuta anche come Ploščad Iscusstv), è una delle principali piazze di San Pietroburgo e deve il proprio nome ai numerosi musei e teatri che vi si affacciano. Al centro della piazza si erge il monumento a Aleksandr Sergeevič Puškin, circondato da un piccolo parco.
Sul lato nord, attraversato dall'Inženernaja Uliza, si trovano il Palazzo Michailovskij, che ospita il Museo russo, a destra del quale sorge l'edificio sede del Museo etnografico russo. A sud la piazza è delimitata da edifici che ospitano vari teatri che si affacciano sull'Ital'janskaja Uliza, il principale dei quali è la Filarmonica Šostakovič, all'angolo dell'Uliza Michailovskaja, che unisce la piazza alla Prospettiva Nevskij, di fronte al Grand Hotel Europa, uno dei più antichi e lussuosi alberghi della città.
Il lato ovest è delimitato dagli edifici dove si trovano rispettivamente il museo-memoriale dedicato a Josif Aleksandrovič Brodskij e il teatro Musorgskij intitolato all'omonimo compositore, alle spalle dei quali si trova il canale Gribaedov, all'altezza della Chiesa sul sangue versato che con la Fontanka sono i confini di questo quartiere monumentale di San Pietroburgo, la cui progettazione è dovuta a Carlo Rossi.